# Котченко, Фёдор Петрович
Фёдор Петро́вич Котченко (15 мая 1918 — 17 июля 1995) — член Гомельского подпольного горкома комсомола, комиссар молодёжной диверсионной подрывной группы в партизанском движении в Белоруссии. Награждён орденом Ленина, орденами Красного Знамени, Отечественной войны I степени и различными медалями. Герой Советского Союза (1944).

## Биография
Родился 15 мая 1918 года в деревне Смаково Витебского уезда (ныне — Витебский район Витебской области) в семье крестьянина. По национальности — белорус. Получил 7-летнее образование. До войны работал шофёром в Толочинском леспромхозе Витебской области, а затем шофёром-испытателем на Гомельском авторемонтном заводе.
В августе 1941 года, после начала Великой Отечественной войны, зачислен в Гомельский партизанский отряд «Большевик», который был образован ещё до занятия немецкими войсками города Гомеля. 5 суток возил на машине военные и продовольственные грузы в урочище Кринички, где создавалась партизанская база. 19 августа 1941 года Котченко вывез на автобусе в лес ядро отряда «Большевик», в том числе командира отряда И. С. Федосеенко и комиссара — секретаря Гомельского горкома партии Е. И. Барыкина.
Вечером 20 августа 1941 года партизаны отряда «Большевик» провели первую боевую операцию — засаду на Черниговском шоссе. В ходе операции была уничтожена колонна автомашин. Котченко бутылками с горючей смесью поджёг 3 автомашины, а также уничтожил около 20 немецких солдат.
В начале 1942 года Котченко, освоив профессию минёра, вошёл в первую подрывную группу, состоящую из 5 человек. В конце июня 1942 года группа, которую возглавлял Александр Исаченко, провела свою первую самостоятельную диверсию на железной дороге Гомель — Речица. Котченко, который входил в эту группу, заложил взрывчатку под рельс. После подрыва и схода с рельсов эшелона, группа минёров снялась с места. На следующий день группа установила заряд на железной дороге Гомель — Жлобин. В результате взрыва было уничтожено 9 вагонов с немецкими солдатами.
7 октября 1942 года при выплавке тола из неразорвавшихся снарядов, которые остались после боёв в 1941 году, погиб командир группы Исаченко, которому в дальнейшем было посмертно присвоено звание Героя Советского Союза. После гибели Исаченко группой начал командовать Фёдор Котченко. В дальнейшем группа выросла в комсомольско-молодёжный диверсионный отряд.
Летом 1943 года Котченко участвовал в «Рельсовой войне». На перегоне Буда-Кошелево подрывники отряда пустили под откос немецкий бронепоезд.
Когда в ноябре 1943 года Гомельское партизанское соединение соединилось с частями Красной армии, командование выдало Котченко боевую характеристику. В ней было указано, что:

Товарищ Котченко является одним из новаторов диверсионной работы в Гомельской области… Тов. Котченко, будучи старшим диверсионной группы, пустил под откос 10 вражеских эшелонов, 1 бронепоезд. В результате разбито 11 паровозов, 105 вагонов, из них 36 вагонов с живой силой, 69 — с техникой, боеприпасами, снаряжением, продовольствием… Уничтожено 2 боевые площадки бронепоезда с 4 орудиями.

Указом Президиума Верховного Совета СССР «О присвоении звания Героя Советского Союза белорусским партизанам» от 1 января 1944 года за  «образцовое выполнение правительственных заданий в борьбе против немецко-фашистских захватчиков в тылу противника и проявленные при этом отвагу и геройство и за особые заслуги в развитии партизанского движения в Белоруссии» удостоен звания Героя Советского Союза с вручением ордена Ленина и медали «Золотая Звезда» (№ 2229).
После войны перешёл на хозяйственную работу. Член КПСС с 1945 года. Жил и работал в Гомеле. В 1960 году окончил Гомельский кооперативный техникум. Работал директором конторы «Вторсырьё».
Умер 17 июля 1995 года, похоронен в Гомеле.

## Награды
1 января 1944 года Фёдору Петровичу Котченко присвоено звание Героя Советского Союза с вручением ордена Ленина и медали «Золотая Звезда».
За трудовые достижения Фёдор Котченко был удостоен Почётной грамоты Верховного Совета БССР, значка «Отличник советской потребительской кооперации», медали «Ветеран труда».

## Память
- В Гомеле на доме, в котором жил Герой, установлена мемориальная доска.
- В торгово-экономическом колледже в Гомеле открыт музей Героя Советского Союза Котченко Фёдора Петровича.
- Стела в честь Ф. П. Котченко установлена на Аллее Героев в Гомеле (ул. Советская)[3][4].